# 국도 제41호선 (일본)

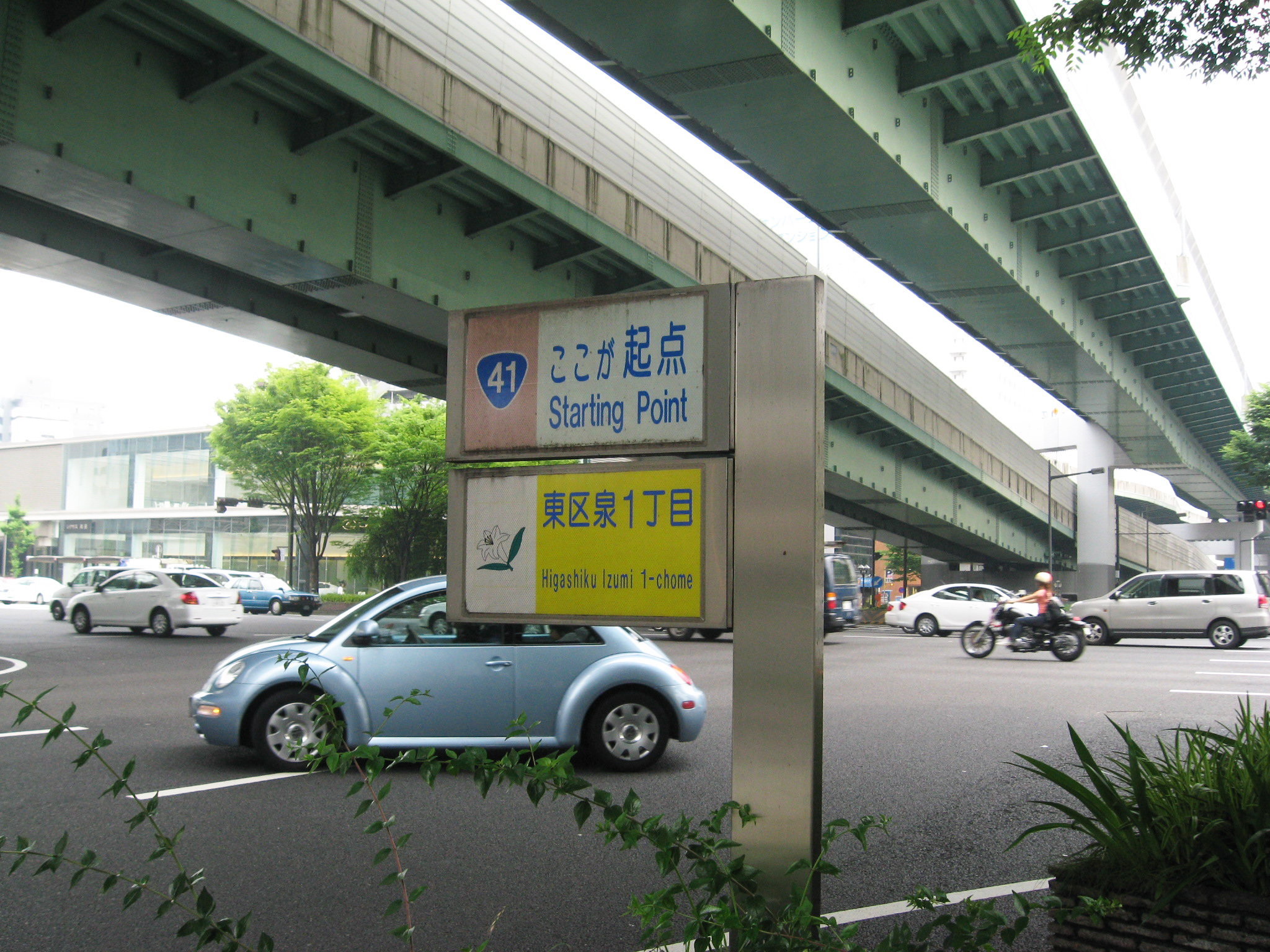
41번 국도의 기점에 자리잡은 표지판 (나고야시 히가시구 일대)

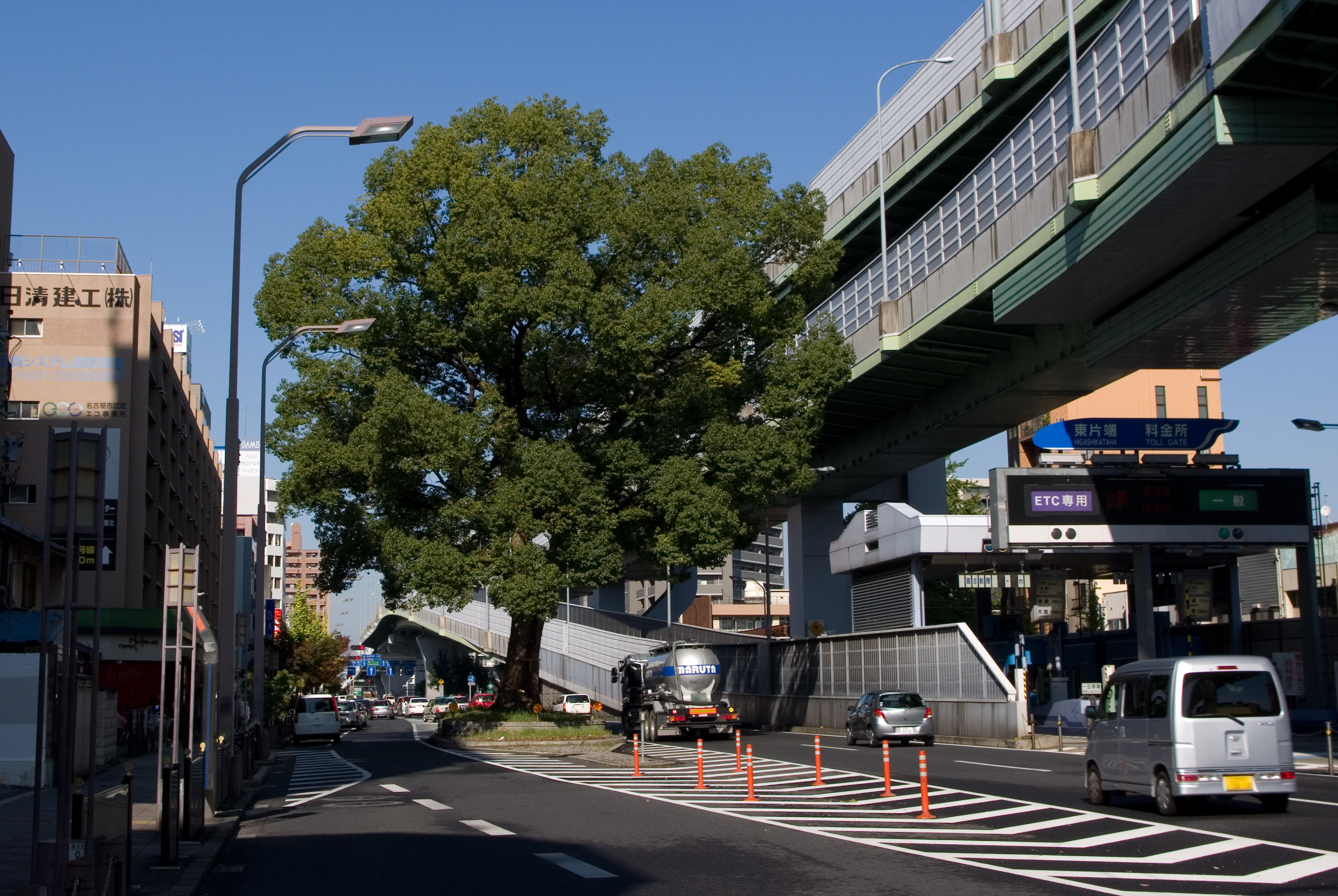
히가시카타하 교차로 북부, 노선상에 맞닿아 있는 녹나무의 모습 (나고야시 히가시구)

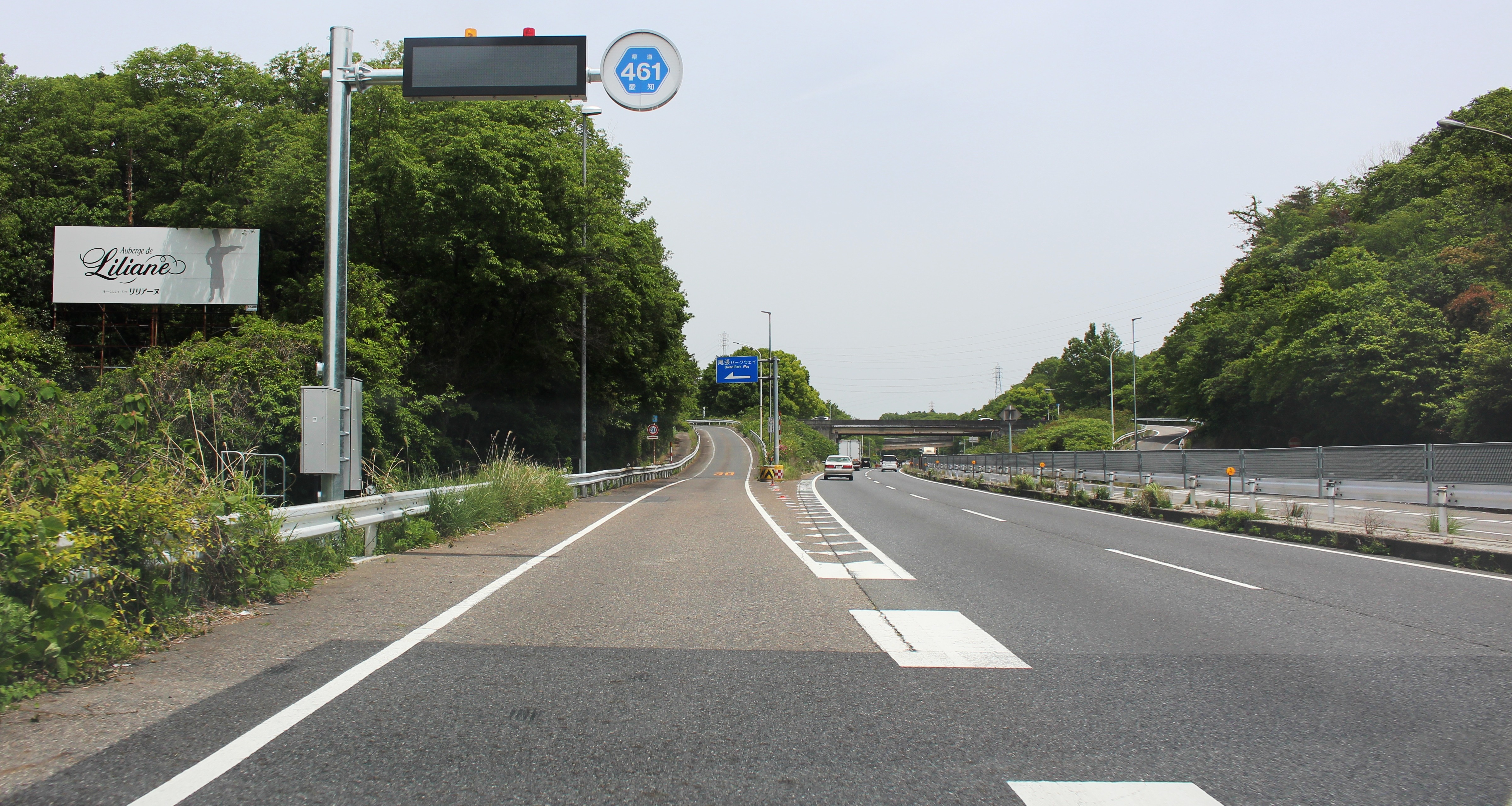
아이치현도 461호 이누야마 자연공원선에서 분기하고 있는 지점 (아이치현 이누야마시)

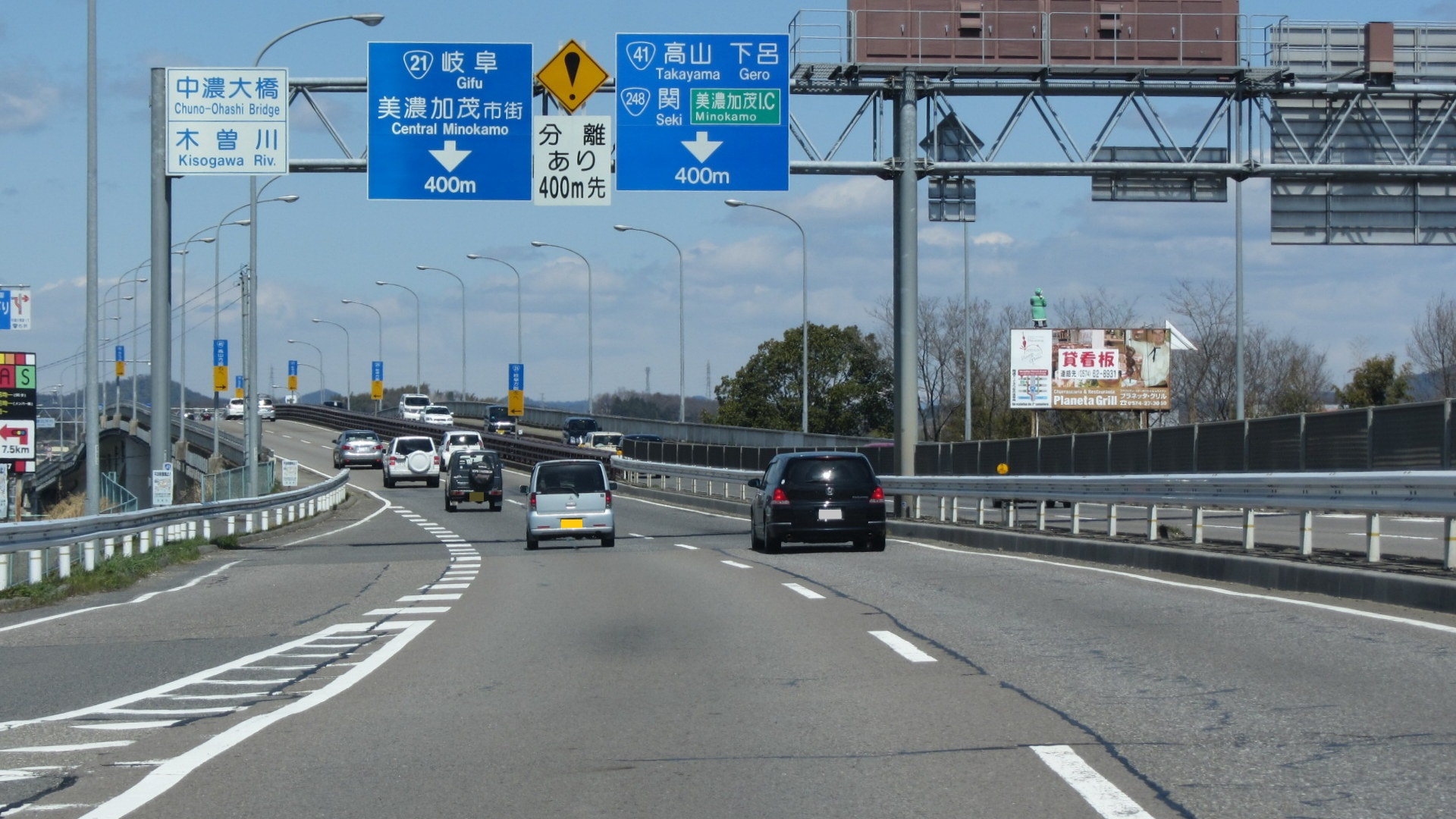
주노 대고 (기소강) 부근
(기후현 가니시)

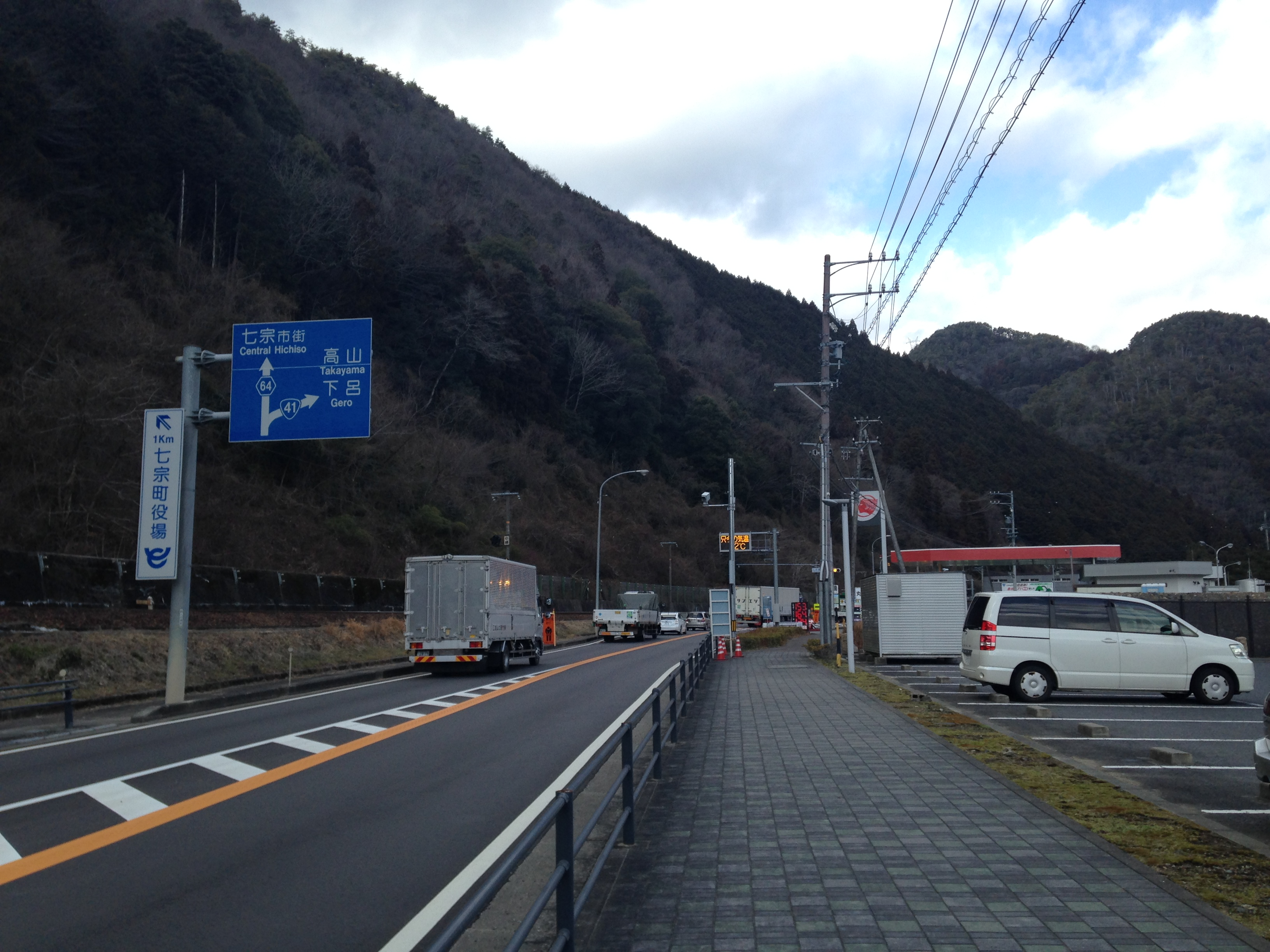
히치소정 안에 있으며, 기후현도 64호선과의 노선이 중복되는 구간이다.

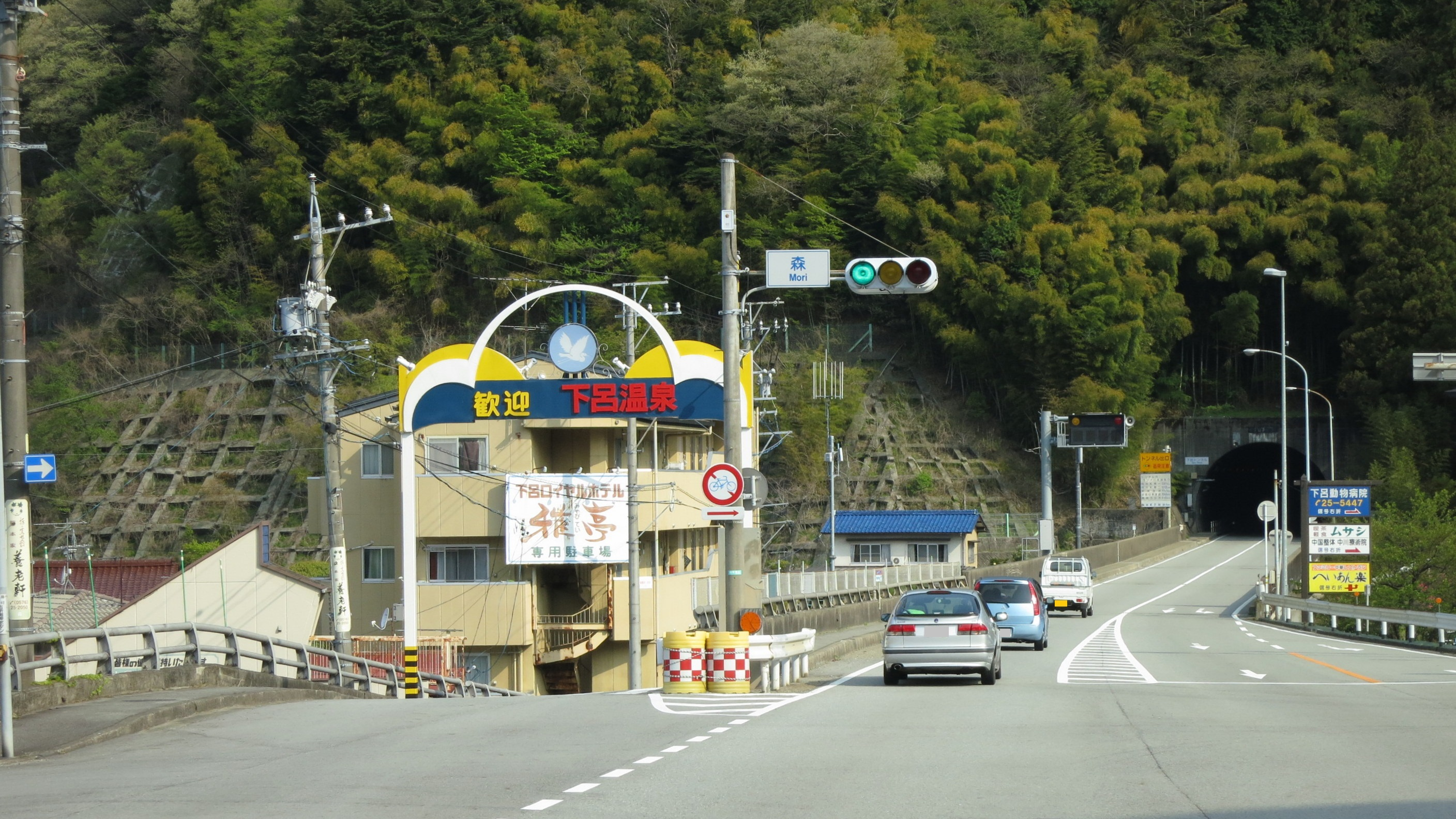
게로시 일대.

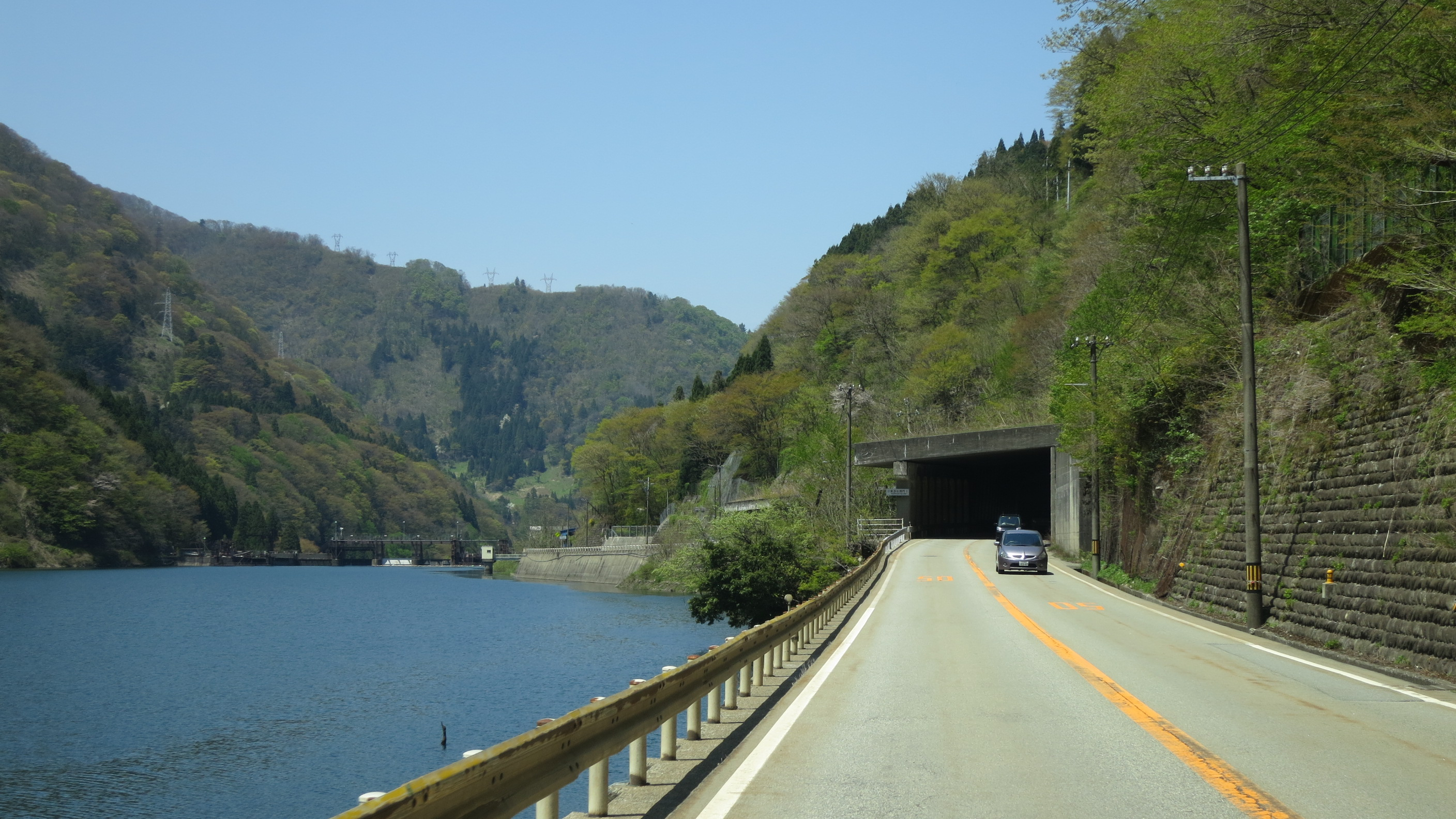
히다시 가미오카정 일대.

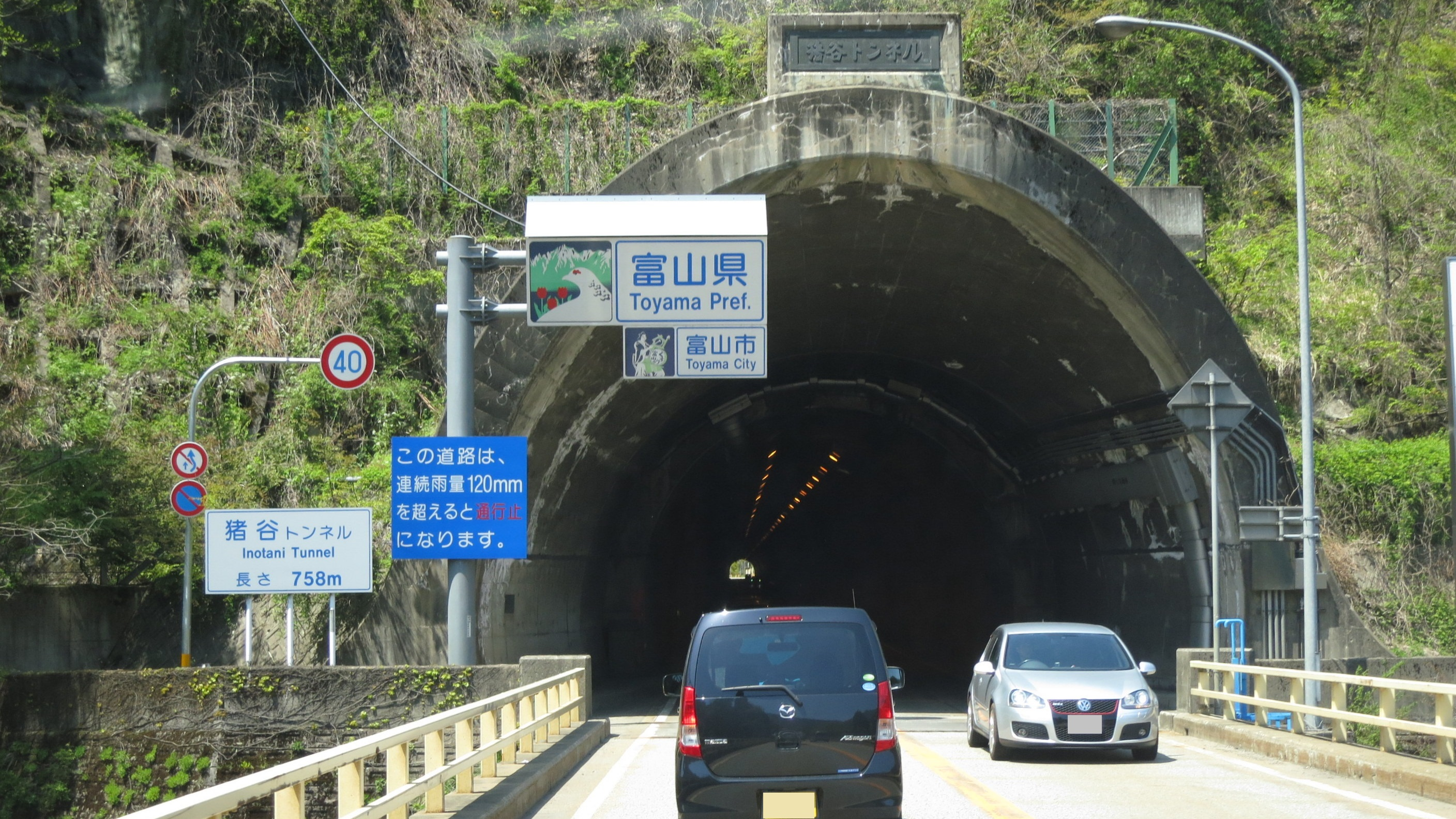
기후현과 도야마현의 현계점.

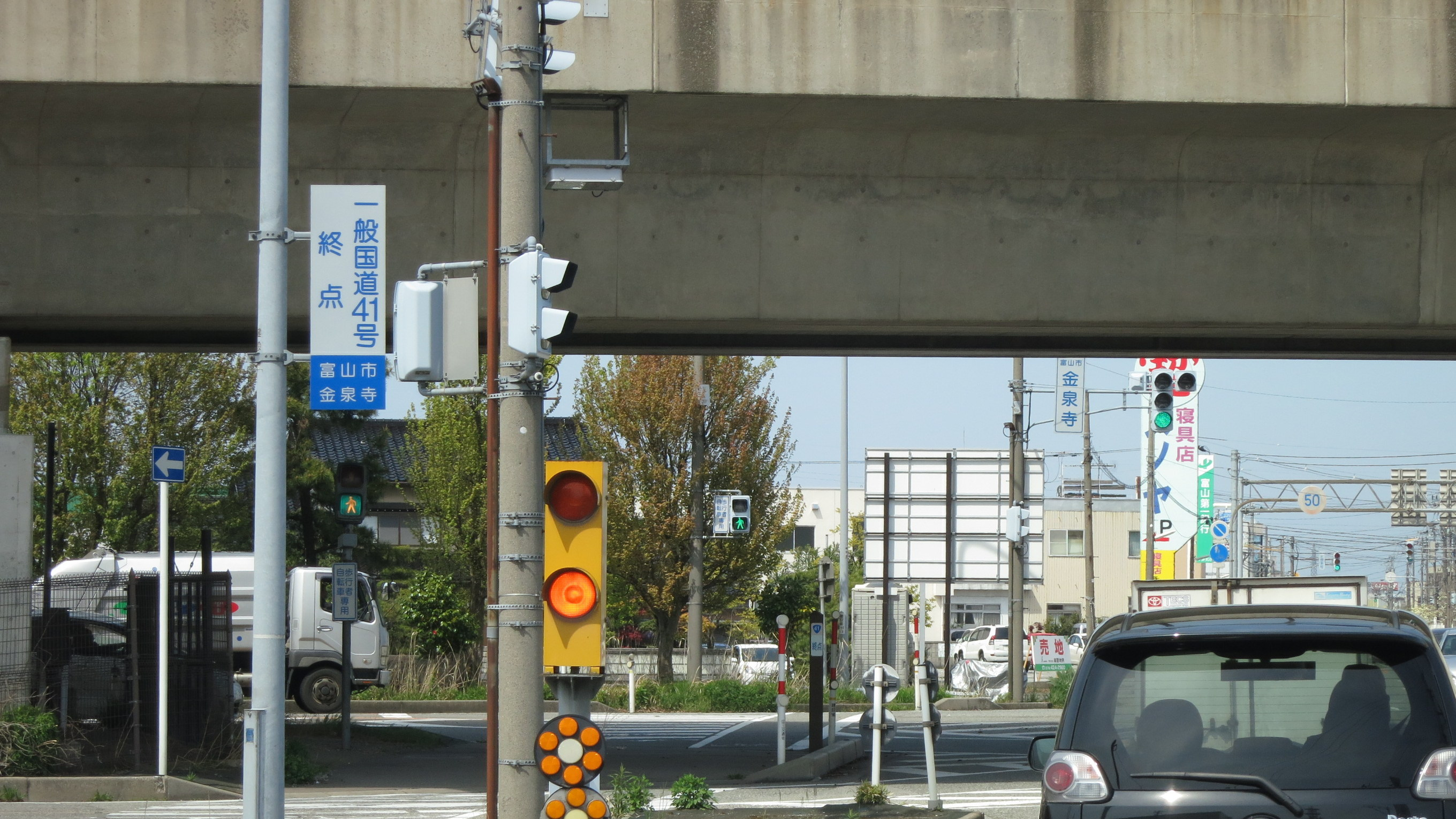
41번 국도의 종점 (도야마시)

국도 제41호선은 아이치현 나고야시 히가시구에서 출발, 중간에 기후현을 거쳐 도야마현 도야마시까지 이어주는 일반 국도 노선이다. 그러나 이 국도 노선의 실제 연장은 265.7 km, 현도도 역시 247.7km로 구성되어 있다. 그리고 통칭상 노선 번호에서는 욘이치(ヨンイチ)라고 일컫는다. 그래서 욘이치에서 욘이 숫자 4를, 이치가 숫자 1을 각각 의미하게 된다.

## 통과하는 지자체
- 아이치현 : 나고야시 (히가시구 - 기타구) - 니시카스가이군 도요야마정 - 고마키시 - 니와군 (오구치정 - 후소정) - 이누야마시
- 기후현 : 가니시 - 미노카모시 - 가모군 (가와베정 - 히치소정 - 야오쓰정 - 시라카와정) - 게로시 - 다카야마시 - 히다시
- 도야마현 : 도야마시

## 연결 가능한 도로

### 자동차도, 고속도로
- 도카이-간조 자동차도
- 노히 횡단 자동차도
- 주부 주간 자동차도 (158번 국도)
- 호쿠리쿠 자동차도
- 나고야 고속도로
- 도메이 고속도로
- 메이신 고속도로

### 일반 국도
- 국도 제19호선
- 국도 제302호선
- 국도 제155호선
- 국도 제21호선
- 국도 제248호선
- 국도 제418호선
- 국도 제256호선
- 국도 제257호선
- 국도 제158호선
- 국도 제472호선
- 국도 제471호선
- 국도 제360호선
- 국도 제359호선
- 국도 제8호선